# Nemoria prava
Nemoria prava är en fjärilsart som beskrevs av Louis Beethoven Prout 1932. Nemoria prava ingår i släktet Nemoria och familjen mätare. Inga underarter finns listade i Catalogue of Life.